# Steens Mountain
Der Steens Mountain ist ein aus einer Bruchscholle entstandener Berg im südöstlichen Teil des US-Bundesstaates Oregon. Er liegt im Harney County am Rande der Alvord-Wüste, aus der er über 1300 Meter emporragt. Trotz der gewaltigen Ausdehnung von rund 80 Kilometern handelt es sich um einen einzelnen Berg, der aber oft für eine Gebirgskette gehalten wird.
Durch seine Höhe und relativ starken Schneefall gibt es in der Umgebung einige Seen. Die bekanntesten sind der Fish Lake (Harney County) am Steens-Mountain-Rundweg mit seinem populären Campinggebiet und der bei Sportfischern beliebte Mann Lake am Nordende der Wüste.
Früher hieß der Berg Snow Mountain. Der Name wurde in Ehrung von Major Enoch Steen geändert, welcher um 1860 Indianer verfolgte und sich mit ihnen Scharmützel lieferte.

## Geologie
Die Ostseite des Steens Mountain besteht fast komplett aus hunderten übereinanderliegenden Basalt-Schichten. Sie entstanden durch wiederkehrende vulkanische Aktivität vor 17 bis 14 Millionen Jahren.
Während der vulkanischen Aktivität fanden Polsprünge statt, Änderungen der Stärke und Richtung des Erdmagnetfeldes, deren Verlauf ablesbar ist aus der seit dem Abkühlen eingefrorenen Magnetisierung der eisenhaltigen Lava. An einem 900 Meter hohen Steilhang kann man die verschiedenen Lavastromschichten gut erkennen. Die Analysen ergaben, dass das Erdmagnetfeld anfangs nach Süden ausgerichtet war. Es wurde um 80 bis 90 Prozent schwächer und unberechenbar. Nach 300 Jahren zeigte es nach Norden und wurde wieder stärker, konnte sich aber nicht halten. Es wurde wieder dramatisch schwächer, diesmal für 3.000 Jahre.
Eine der Lavaschichten zeigte zunächst unerklärliche Messwerte. So weist die Magnetisierung der oberen und unteren Bereiche, die im Kontakt mit dem Untergrund bzw. der Luft schnell erkaltet waren, in eine Richtung, die des langsamer abkühlenden Inneren aber in eine um 60° abweichende Richtung. Der Abkühlvorgang auch des Inneren muss innerhalb von etwa zehn Tagen stattgefunden haben. Die Interpretation als eine extrem schnelle Änderung des Erdmagnetfeldes – wegen der elektrischen Leitfähigkeit des tiefen Erdmantels eigentlich physikalisch unmöglich – schien den Geologen 2003 alternativlos. Nach weiteren Beprobungen und vor allem Laborexperimenten, fanden sie die Erklärung in den besonderen magnetischen Materialeigenschaften.